# Huayna Capac
Huayna Capac (1464/1468 – 1524; tên khai sinh là Titu Kusi Wallpa) là vị Sapa Inka (vua) thứ ba của Đế quốc Inca. Sinh ra ở Tumipampa, Capac là vị vua thứ sáu của triều đại Hanan, đồng thời là vị vua thứ mười một trong truyền thuyết Inca. Ông là con trai của vua Tupaq Inka Yupanki.:108